# شمعية بيضاء الجذع
شمعية بيضاء الجذع (الاسم العلمي:Cereus albicaulis) هي نوع من النباتات يتبع جنس الشمعية من الفصيلة الصبارية.